# Gnanhoun
Gnanhoun es una localidad de Benín, en la comuna de Nikki, distrito de Biro, departamento de Borgou.
En 2013 Gnanhoun tenía una población de 1 823 personas.